# Kápolnai János
Kápolnai János, Kirchner (Pest, Terézváros, 1843. április 3. – Budapest, 1907. december 10.) színész, énekes (tenor).

## Életútja
Kirchner József varga és Pichler Klára fiaként született. 1860-ban kezdte pályafutását Szigeti Imre pozsonyi társulatában, majd ezt követően 15 évig vándorszínész volt. A vidék egyik legjobb opera-, operett- és népszínmű-tenorista lett. 
1875-ben került az akkoriban megnyílt pesti Népszínházhoz, s nagy sikerrel játszotta Lóránt (Huber: A király csókja) szerepét. Blaha Lujza, Pálmay Ilka és Hegyi Aranka gyakori partnerei voltak a színpadon. 1884-ben került Kolozsvárra. Amikor hangja gyengülni kezdett, abbahagyta a színi pályát. 1896-tól pénztárosként dolgozott, majd 1899-től egészen haláláig a színház titkára volt. Kirchner családi nevét 1899-ben változtatta Kápolnaira.
A budapesti Szent János kórházban hunyt el véres agyguta következtében. Felesége Német Gizella volt.

## Fontosabb szerepei
- Ange Pitou (Charles Lecocq: Angot asszony lánya)
- Pygmalion (Franz von Suppé: Szép Galathea)
- Grénicheux (Robert Planquette(wd): A corneville-i harangok)
- Paris (Jacques Offenbach: Szép Helena)
- Kékszakállú herceg (Jacques Offenbach: Kékszakáll)
- Barinkay (ifj. Johann Strauss: A cigánybáró)

## Működési adatai
1860–61: Pozsony, Székesfehérvár; 1863: Debrecen; 1863–66: Arad, Kolozsvár; 1866: Marosvásárhely; 1866–68: Kolozsvár; 1868–69: Arad; 1870–71: Szeged; 1872–73: Miklósy Gyula; 1873–74: Kolozsvár; 1874–75: Székesfehérvár; 1875–84: pesti Népszínház; 1884–1907: Kolozsvár.